# Enron-schandaal
Het Enron-schandaal was een boekhoudschandaal rondom Enron, een Amerikaans energiebedrijf gevestigd in Houston, Texas. Na de publicatie over het schandaal in oktober 2001 werd het bedrijf failliet verklaard en werd het accountantskantoor Arthur Andersen, destijds een van de vijf grootste accountantskantoren ter wereld, ontbonden.

## Fraude
Enron werd in 1985 opgericht door Kenneth Lay na het samenvoegen van Houston Natural Gas en InterNorth. Enkele jaren later, toen Jeffrey Skilling werd aangenomen, ontwikkelde Lay een team van leidinggevenden die - door het gebruik van boekhoudkundige trucs, doelvennootschappen en slechte financiële rapportering - in staat was miljarden dollars aan schulden voor mislukte deals en projecten te verbergen. Leidinggevenden misleidden Enrons raad van bestuur en auditcomité over de risicovolle boekhoudpraktijken en zetten het accountantskantoor Arthur Andersen onder druk om de problemen te negeren.

## Rechtszaak
De aandeelhouders van Enron spanden een rechtszaak aan en eisten een schadevergoeding van $40 miljard nadat de aandelenkoers van het bedrijf - die halverwege 2000 een hoogtepunt van $90,75 per aandeel bereikte - tegen het einde van november 2001 tot minder dan $1 was gedaald. De Securities and Exchange Commission begon een onderzoek. De concurrent Dynegy bood aan het bedrijf tegen een zeer lage prijs te kopen. De deal mislukte en op 2 december 2001 vroeg Enron faillissement aan. Enrons $63,4 miljard aan activa maakte het op dat moment het grootste bedrijfsfaillissement in de geschiedenis van de VS, tot het WorldCom-schandaal het jaar erna.
Veel leidinggevenden bij Enron werden aangeklaagd voor verschillende aanklachten en sommigen werden later ook veroordeeld tot een gevangenisstraf, waaronder Lay and Skilling. Het accountantskantoor Arthur Andersen werd schuldig bevonden aan het illegaal vernietigen van documenten die relevant waren voor het SEC-onderzoek, waardoor zijn vergunning om openbare bedrijven te controleren ongeldig werd verklaard en het bedrijf effectief werd gesloten. Tegen de tijd dat die uitspraak bij het Amerikaanse Hooggerechtshof was vernietigd, had Arthur Andersen de meerderheid van zijn klanten al verloren en had het zijn activiteiten stopgezet. Enron-werknemers en aandeelhouders ontvingen een beperkte vergoeding in rechtszaken, ondanks het verlies van miljarden dollars aan pensioenen en aandelenkoersen.

## Gevolgen
Als gevolg van het schandaal werd nieuwe wet- en regelgeving bekendgemaakt om de nauwkeurigheid van financiële verslaglegging voor openbare bedrijven te vergroten. Een deel van die wetgeving, de Sarbanes-Oxley Act, verhoogde de straffen voor het vernietigen, wijzigen of fabriceren van gegevens in federale onderzoeken of voor pogingen om aandeelhouders te bedriegen. De wet verhoogde ook de verantwoordelijkheid van accountantskantoren om onbevooroordeeld en onafhankelijk van hun klanten te blijven.